# Jørgen Juve
Jørgen Juve (ur. 22 listopada 1906 w Porsgrunn, zm. 12 kwietnia 1983 w Oslo) – norweski piłkarz, który występował na pozycji napastnika. W swojej karierze rozegrał 45 meczów w reprezentacji Norwegii i strzelił w nich 33 gole.

## Kariera klubowa
Karierę klubową rozpoczynał w IF Urædd. Większość swojej kariery piłkarskiej Juve spędził w klubie Lyn Fotball, w którym grał do 1938, z roczną przerwą na grę w szwajcarskim FC Basel, gdzie strzelił 10 goli w 12 meczach. Wraz z Lyn Fotball czterokrotnie zdobywał Puchar Norwegii w latach 1930, 1935, 1936 i 1937.

## Kariera reprezentacyjna
W reprezentacji Norwegii Juve zadebiutował 3 czerwca 1928 roku w wygranym 6:0 towarzyskim meczu z Finlandią, rozegranym w Helsinkach. W 1936 roku zdobył brązowy medal na igrzyskach olimpijskich w Berlinie. W 1938 został powołany do kadry na mistrzostwa świata we Francji, jednak nie rozegrał na nich żadnego meczu. Od 1928 do 1937 roku rozegrał w kadrze narodowej 45 meczów i strzelił w nich 33 gole. Do 2024 roku był tym samym najlepszym strzelcem w historii reprezentacji Norwegii.